# Evdokia Urusova
Evdokia Urusova, död 1675, var en rysk adelskvinna.  
Hon är känd som motståndare till patriarken Nikons kyrkoreform och anhängare av sin syster Feodosia Morozova. Systrarna ställdes inför rätta för kätteri 1673 och fängslades i kloster. 